# Поп Ћира и поп Спира (филм из 1972)
„Поп Ћира и поп Спира” је југословенски ТВ филм из 1972. године. Режирао га је Јован Коњовић а сценарио су написали Богдан Чиплић и Љубиша Ристић по делу Стевана Сремца.

## Улоге
| Глумац           | Улога     |
| ---------------- | --------- |
| Мија Алексић     | Поп Ћира  |
| Иван Хајтл       | Поп Спира |
| Јелица Бјели     |           |
| Ксенија Мартинов | Евица     |
| Станислава Пешић |           |
| Стеван Шалајић   |           |
| Добрила Шокица   |           |